# Duna-Gerecse Térség
A Duna-Gerecse térség Komárom-Esztergom vármegye területén található. Komárom és Tata városok környékét öleli fel. A  Duna jobb partján, Szlovákiával szomszédosan fekszik.

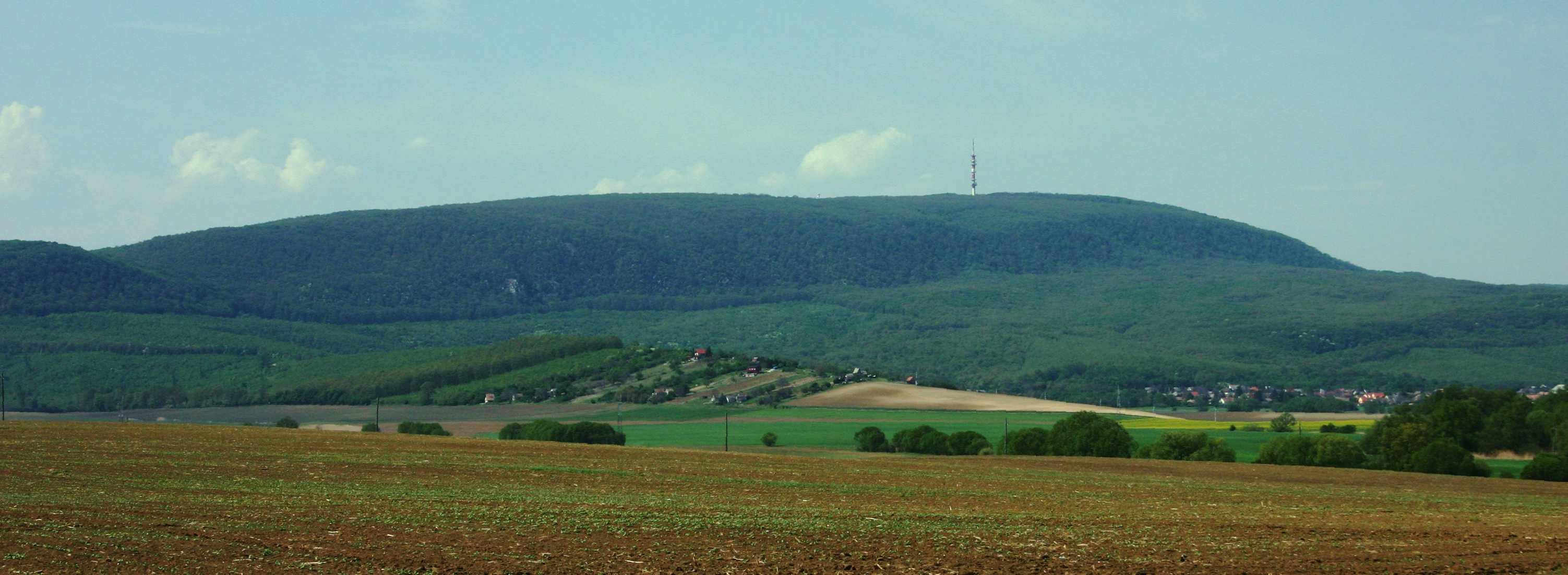
Gerecse

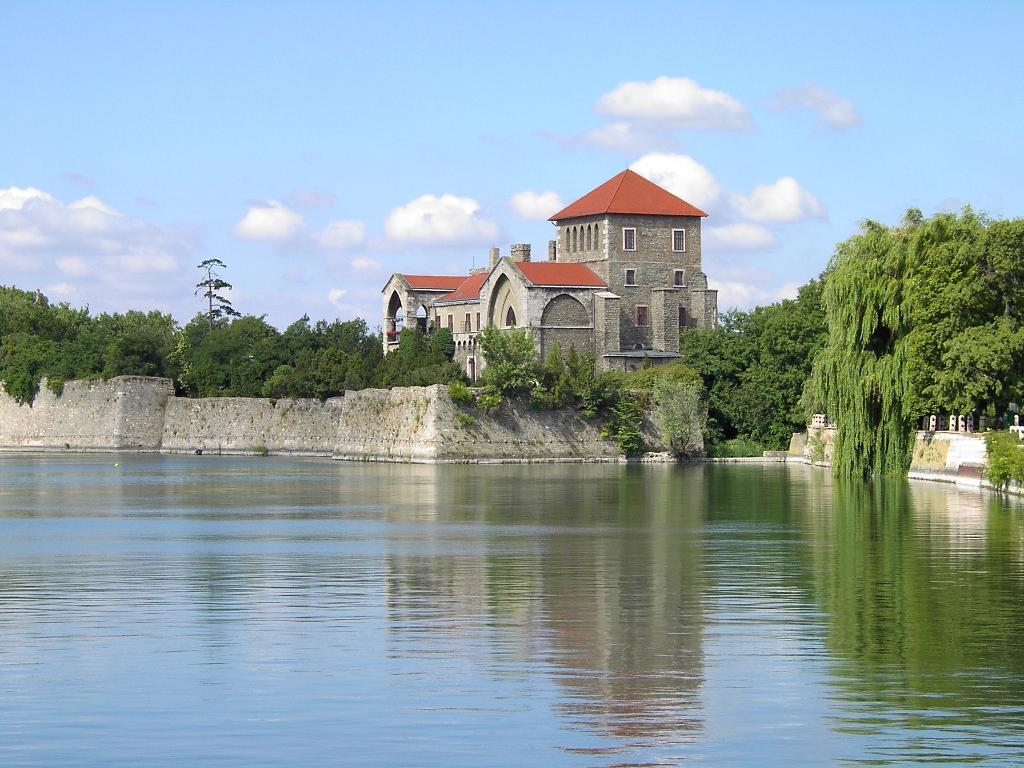
Tatai vár és Tatai tó

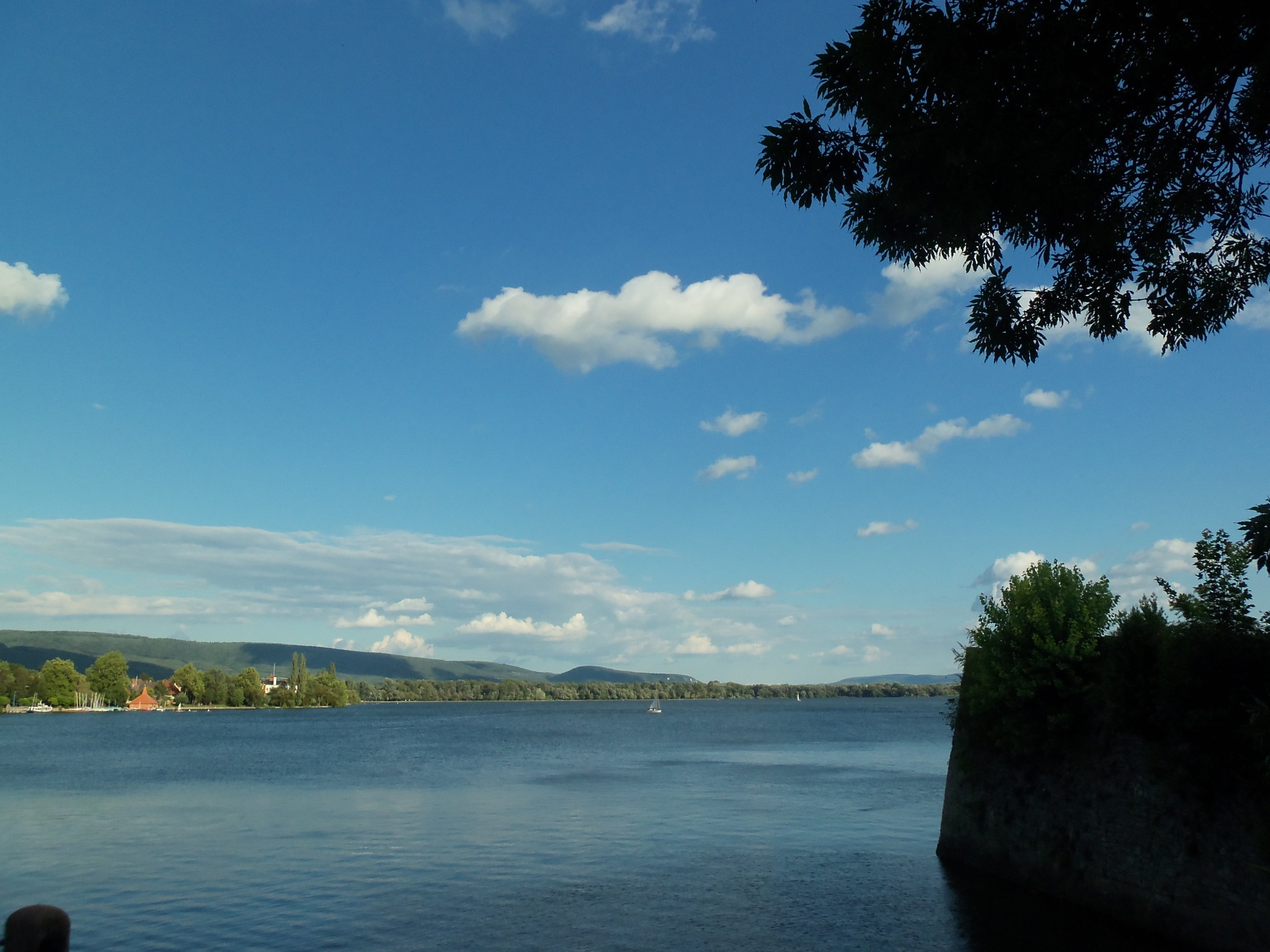
Tata - Öreg-tó a várból - 1159

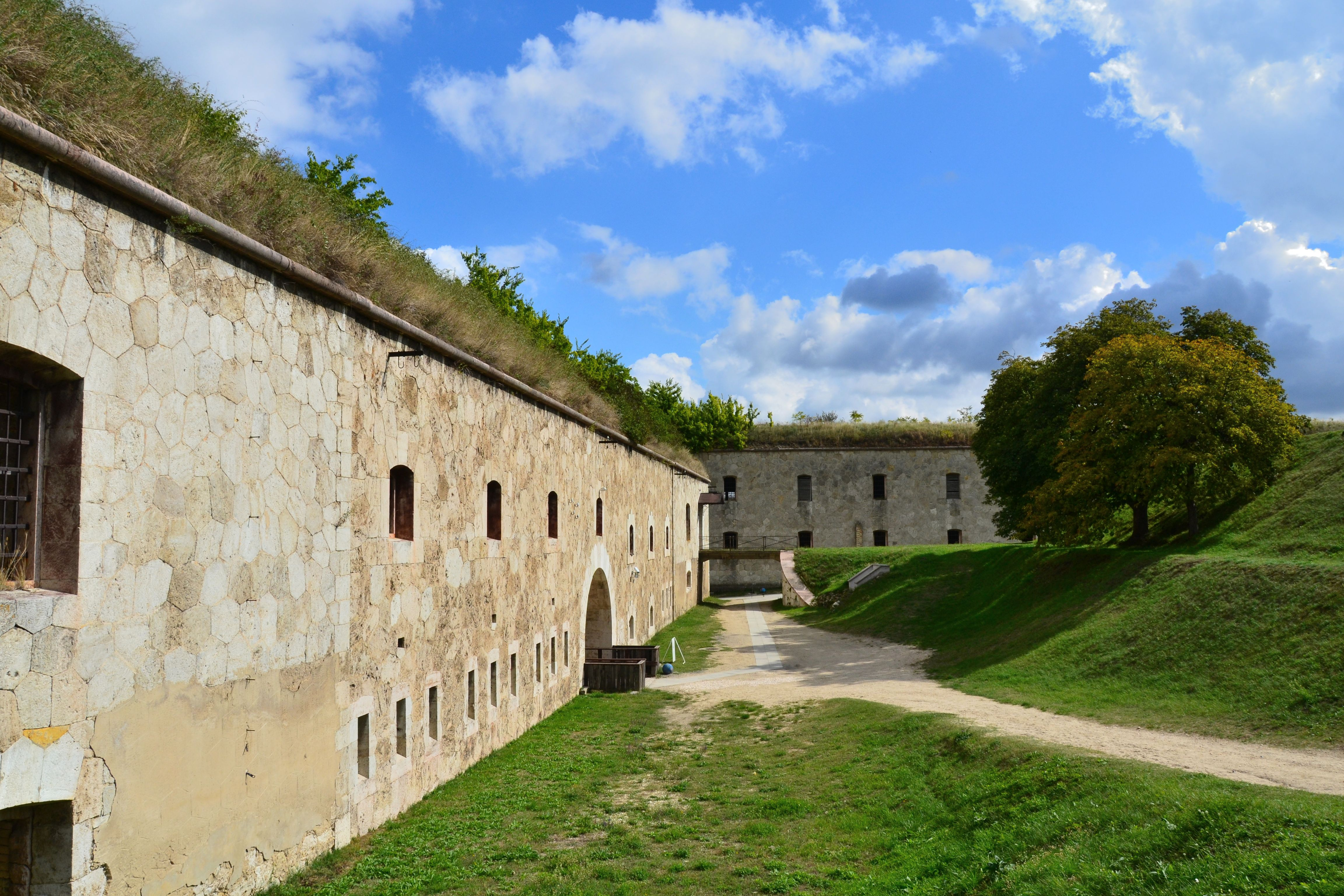
Dunai bástya bejárata

## A térség bemutatása
A Duna-Gerecse Térség nem önálló közigazgatási egység, Komárom és Tata és Tatabánya városok vonzáskörzetét öleli fel. Legnagyobb városa a 72 000 lakosú, szénbányászati és nehézipari múltú Tatabánya, amelyik fiatal városnak tekinthető, 1947-ben, négy község egyesülésével jött létre, és 1950 óta Komárom megye székhelye. Jelentős város még a közel 20 000 lakosú Komárom, amely határfekvése miatt idegenforgalmi és kereskedelmi gyűjtőpont is. Idegenforgalmát segíti az itt talált gyógyvízre épülő termálvizes gyógy- és strandfürdője.
A terület kulturális központjának tekinthető Tata város története több mint 700 éves. Jelentősége a 15. században, Hunyadi Mátyás király uralkodása alatt volt a legnagyobb, de máig láthatóan nagy hatással voltak a városra az 1700-as évektől a gróf Esterházy család tagjai. Legismertebb látnivalója talán a Tatai vár amely másik nevezetessége, az Öreg-tó partján épült a 14. század végén. A szinte a teljes várost behálózós Angol Parkját az Esterházyaknak köszönheti. Tata kulturális életét olyan múzeumok fémjelzik, mint a Szabadtéri Geológiai Múzeum (földtani látványosságok), a Kuny Domonkos Múzeum (kőtár) vagy a Német Nemzetiségi Múzeum.  A 18. századból fennmaradt Esterházy-kastély adta a helyszínt a schönbrunni béke okmányának Ferenc császár általi aláírásának (1809). 
Történelmi emlékekben bővelkedik a terület, elsősorban római kori maradványok találhatók a kisebb településeken. Nemzetközi szinten is kiemelkedő hírű helysége Vértesszőlős, ahol 1965-ben találta meg egy magyar régész (Vértes László) a „Samu” névre keresztelt „Homo Erectus” tarkócsontját.
Kulturális szempontból említést érdemel Dunaalmás neve, ahol a híres magyar költő, Csokonai Vitéz Mihály szerelme és múzsája, Vajda Julianna (Lilla) élt és nyugszik. A költő szobra a helység egyik nevezetessége. 
A térség természeti adottságai kiemelkedőek, érintik az Országos Kék, a Zöld, a Piros és a Sárga turista útvonalak, több helyszínen IVV útvonalak. Legismertebb a Kéktúra útvonala, amely érinti  Nagy-Gete hegyet és a 375 m magas Öreg-kő 50–60 m-es, kibillent sziklaszirtjét is. Mára már egész Európában ismertek a közelben található Jankovich barlang 20-25 ezeréves régészeti kincsei.
Népszerű kirándulóhelynek számít a térségben a Gerecse-tető, mivel a Nagy- és a Kis-Gerecséről jó időben látni lehet távoli Esztergomi bazilikát is, valamint a Király-kút forrás.
A térségben található a magyar lovas kultúra sokáig legfontosabb helyszíneként nyilvántartott Bábolna és a ménesbirtok történetét bemutató múzeum is.  

### A térségben található települések
Ács, Almásfüzítő, Annavölgy, Bábolna, Baj, Bajna , Bajót , Bana, Csém, Csolnok, Dág, Dorog, Dunaalmás, Dunaszentmiklós, Epöl, Gyermely, Héreg, Kisigmánd, Kocs, Komárom, Lábatlan, Leányvár, Máriahalom, Mocsa, Mogyorósbánya, Nagyigmánd, Nagysáp , Naszály, Neszmély, Nyergesújfalu , Sárisáp, Süttő , Szomód, Szomor , Tardos, Tarján, Tát , Tata, Tatabánya, Tokod , Tokodaltáró , Úny, Vértestolna, Vértesszőlős

### A térség gyógyvizei, fürdői
- Komáromi gyógyfürdő
- WF Szabadidőpark (Komárom)
- Gyémánt fürdő (Tatabánya)
- Fényes fürdő (Tata)

### A térségben található gyalogos, és kerékpáros túraútvonalak
- Tata - Által-ér - Tatabánya - Vértestolna - Baj - Tata
- Tatabánya-Vaskapu - Vértesszőlős - Tatabánya
- Tardosi körtúra
- Tata - Öreg-tó - Cseke-tó
- Tata - Szomód - Dunaalmás
- Turul körtúra
- Vadak útja
- Vizek útja

### Lovaglási lehetőségek a Duna-Gerecse Térségben
- Bábolna Nemzeti Ménesbirtok
- Kisbér
- Dunaalmási Lovarda
- Vértestolnai Tisch Ranch
- Vértesszőlős
- Tata
- Komárom

### Érdekességek
- A neszmélyi Szent Ilona-öböl egy páratlan Hajóskanzent rejt, ahol megtekinthető többek között a Magyarországon gyártott utolsó gőzhajók egyike
- A térségbeli Kocs település nevéből indul a nemzetközivé vált „kocsi” kifejezés, hirdetve a falubeli kerékgyártók és bognárok szaktudását
- Tatán 12 vízimalom működött a 15. században
- Dunaalmáson élt Csokonai Vitéz Mihály szerelme és múzsája Lilla (Vajda Julianna)
- A világhírű futballista, Czibor Zoltán hagyatékából rendezett kiállítás látható a komáromi sporttelepen
- Magyarország egyetlen tengerészeti kiállítása található Komáromban